# برد هنری
برد هنری (انگلیسی: Brad Henry؛ زادهٔ ۱۰ ژوئیهٔ ۱۹۶۳) یک سیاستمدار اهل ایالات متحده آمریکا است.